# Колла
Колла — нижний (до 1700—1800 метров, над уровнем моря) высотный пояс Эфиопского нагорья.
На восточных сухих склонах среднегодовая температура — выше 25 °С, ландшафт — опустыненная саванна. Южные и юго-западные районы наиболее увлажняются, в них расположены высокотравные саванны (преимущественно на склонах гор) и вечнозелёные тропические леса (также леса различных типов располагаются в долинах рек в целом). Среднегодовые температуры в целом — 20 °С и выше, самые жаркие месяцы — май и сентябрь.
Согласно переписи 2007 года, в регионе проживало 134 336 человек (66 925 мужчин и 67 411 женщин), прирост с 1994 года составил 28,13 %. 99,86 % населения указали, что относятся к Эфиопской православной церкви. Согласно переписи 1994 года, 99,88 % населения относились к тиграи.
В отдельных районах культивируются хлопчатник, бананы, сахарный тростник, кофейное дерево; развито животноводство. На 2001 год в регионе насчитывалось 27 665 фермеров.